# La Chapelle-Hareng
La Chapelle-Hareng és un municipi francès situat al departament de l'Eure i a la regió de Normandia. L'any 2007 tenia 82 habitants.

## Demografia

### Població
El 2007 la població de fet de La Chapelle-Hareng era de 82 persones. Hi havia 32 famílies, de les quals 8 eren unipersonals (8 homes vivint sols), 12 parelles sense fills i 12 parelles amb fills.
La població ha evolucionat segons el següent gràfic:
Habitants censats

### Habitatges
El 2007 hi havia 50 habitatges, 32 eren l'habitatge principal de la família, 17 eren segones residències i 1 estava desocupat. Tots els 50 habitatges eren cases. Dels 32 habitatges principals, 24 estaven ocupats pels seus propietaris i 8 estaven llogats i ocupats pels llogaters; 1 tenia dues cambres, 2 en tenien tres, 6 en tenien quatre i 23 en tenien cinc o més. 21 habitatges disposaven pel capbaix d'una plaça de pàrquing. A 21 habitatges hi havia un automòbil i a 10 n'hi havia dos o més.

### Piràmide de població
La piràmide de població per edats i sexe el 2009 era:
| Homes | Edats   | Dones |
| ----- | ------- | ----- |
| 0     | 95 o +  | 0     |
| 0     | 90 a 94 | 0     |
| 0     | 85 a 89 | 0     |
| 0     | 80 a 84 | 0     |
| 0     | 75 a 79 | 0     |
| 4     | 70 a 74 | 4     |
| 8     | 65 a 69 | 0     |
| 0     | 60 a 64 | 8     |
| 0     | 55 a 59 | 4     |
| 4     | 50 a 54 | 4     |
| 4     | 45 a 49 | 0     |
| 4     | 40 a 44 | 4     |
| 0     | 35 a 39 | 4     |
| 8     | 30 a 34 | 0     |
| 4     | 25 a 29 | 0     |
| 0     | 20 a 24 | 4     |
| 8     | 15 a 19 | 0     |
| 4     | 10 a 14 | 0     |
| 0     | 5 a 9   | 4     |
| 0     | 0 a 4   | 0     |

## Economia
El 2007 la població en edat de treballar era de 46 persones, 32 eren actives i 14 eren inactives. De les 32 persones actives 30 estaven ocupades (21 homes i 9 dones) i 2 estaven aturades (2 dones i 2 dones). De les 14 persones inactives 8 estaven jubilades, 2 estaven estudiant i 4 estaven classificades com a «altres inactius».
Activitats econòmiques
L'únic establiment que hi havia el 2007 era d'una empresa de fabricació de material elèctric.
L'any 2000 a La Chapelle-Hareng hi havia 7 explotacions agrícoles que ocupaven un total de 228 hectàrees.

## Poblacions més properes
El següent diagrama mostra les poblacions més properes.